# Ramsjön, Falkenbergs kommun
Ramsjön var tidigare Hallands största insjö, belägen i Stafsinge och Morups socknar, cirka fem kilometer nordväst om Falkenberg i Hallands län. Sjön torrlades mellan 1852 och 1858 genom anläggningen av Ramsjökanalen i syfte att omvandla sjöbotten till jordbruksmark.

## Historia
Innan torrläggningen hade Ramsjön en yta på cirka 235 hektar. Projektet medförde att stora mängder mark kunde tas i anspråk för odling: totalt 3 161 tunnland åkermark, 513 tunnland ängsmark och 715 tunnland torvmosse.
Idag benämns området som Ramsjö mosse, och består av en dikad våtmark.

## Naturvärde
Trots torrläggningen är området fortfarande av betydelse för fågellivet. Arter som observerats i området inkluderar mindre sångsvan (Cygnus columbianus), blå kärrhök (Circus cyaneus), pilgrimsfalk (Falco peregrinus), havsörn (Haliaeetus albicilla) och kungsörn (Aquila chrysaetos).

## Kultur- och fornlämningar
Området kring den forna sjön är rikt på fornlämningar, bland annat från mesolitikum och neolitikum. Fynd visar på en långvarig mänsklig närvaro med kopplingar till Kongemosekulturen.

## Återställningsplaner
Det har föreslagits att delar av Ramsjö mosse åter ska göras till våtmark i syfte att öka biologisk mångfald och minska näringsläckage till Västerhavet.